# Peter Sykora (Fußballspieler)
Peter Sykora (* 9. Oktober 1946 in Wismar) ist ein ehemaliger deutscher Fußballspieler.

## Sportliche Laufbahn
Bis zu seinem 18. Lebensjahr spielte Sykora in Wismar, wo er bereits als Juniorenspieler für die TSG Wismar in der zweitklassigen DDR-Liga im Männerbereich zehnmal zum Einsatz kam. Seinen größten Erfolg im Nachwuchs feierte Sykora zusammen mit seinem Wismarer Mannschaftskameraden Klaus-Peter Stein 1965 beim UEFA-Juniorenturnier in der BRD. Im Finale der inoffiziellen U-18-Europameisterschaft wurde England mit 3:2 besiegt. In den Jahren 1964 und 1965 absolvierte er acht Länderspiele für die DDR-Juniorennationalelf. Vom April 1966 bis November 1969 kamen 15 Länderspiele in der ostdeutschen Nachwuchsauswahl hinzu.
1965 wurde Sykora zum Fußballschwerpunkt der Region, dem SC Empor Rostock delegiert. Dort bestritt er am 7. Spieltag der Oberligasaison 1965/66 am 3. November in der Begegnung SC Leipzig – Empor (0:4) als Innenverteidiger sein erstes Oberligaspiel. Kurz darauf wurde die Fußballsektion des SC Empor in den F.C. Hansa Rostock umgewandelt. In dieser Saison wurde er insgesamt in zwölf Oberligaspielen eingesetzt. In der folgenden Spielzeit kam er auf 15 Punktspiele in der Oberliga und stand auch am 30. April 1967 im Endspiel um den DDR-Fußballpokal, das Hansa allerdings mit 0:3 gegen Motor Zwickau verlor. Nachdem er in der Saison 1967/68 nur viermal in der Oberliga eingesetzt worden war und die übrige Zeit in der zweitklassigen Mannschaft von Hansa II spielen musste, wechselte Sykora nach Abschluss der Saison zum 1. FC Magdeburg.
In seinem ersten Jahr beim FCM absolvierte Sykora 16 Oberligaspiele und stand am 1. Juni 1969 erneut im Pokalendspiel, das seine Mannschaft mit 4:0 über den FC Karl-Marx-Stadt gewann. 1969/70 wurde er mit 23 Oberligapunktspielen zum Stammspieler der Magdeburger, trotzdem verließ er den FCM zum Saisonende wieder Richtung Hansa Rostock. Hier wurde er neben drei Oberligaspielen wieder fast ausschließlich in der 2. Mannschaft eingesetzt, wo er 1970/71 18 DDR-Ligaspiele absolvierte. Nach einer 18-monatigen Militärzeit, die er bei der Armeesportgemeinschaft Vorwärts Perleberg in der drittklassigen Bezirksliga Schwerin verbrachte, kam Sykora erst in der Saison 1973/74 mit 13 Spielen in der Oberliga richtig zum Zuge. Anschließend gehörte er zum Stammpersonal der Hanseaten, musste aber wegen der Abstiege 1975 und 1977 wieder zwei Spielzeiten in der DDR-Liga verbringen.
Am Ende seiner Karriere spielte Sykora ab 1979 noch fünf Jahre für die BSG Schiffahrt und Hafen Rostock in der DDR-Liga. Später wurde Sykora Trainer bei der Schwaaner Eintracht in der Bezirksklasse Mecklenburg-Vorpommern.

## Erfolge
- Sieger UEFA-Juniorenturnier: 1965
- FDGB-Pokalsieger der Jugend: 1962, 1963 (TSG Wismar)
- Aufstieg in die Oberliga: 1976, 1978 (Hansa Rostock)
- FDGB-Pokalsieger: 1969 (1. FC Magdeburg)